# Pavona clivosa
Espèce
Pavona clivosa est une espèce de coraux appartenant à la famille des Agariciidae.

## Référence taxinomique
- (en) WoRMS : espèce Pavona clivosa Verrill (consulté le 11 août 2015)